# Kistótfalu
Kistótfalu is een plaats (község) en gemeente in het Hongaarse comitaat Baranya. Kistótfalu telt 334 inwoners (2001).